# Chalchicomula de Sesma
Chalchicomula de Sesma là một đô thị thuộc bang Puebla, México. Năm 2005, dân số của đô thị này là 40871 người.